# Marpesia tutelina
Marpesia tutelina är en fjärilsart som beskrevs av William Chapman Hewitson 1852. Marpesia tutelina ingår i släktet Marpesia och familjen praktfjärilar. Inga underarter finns listade i Catalogue of Life.

## Bildgalleri

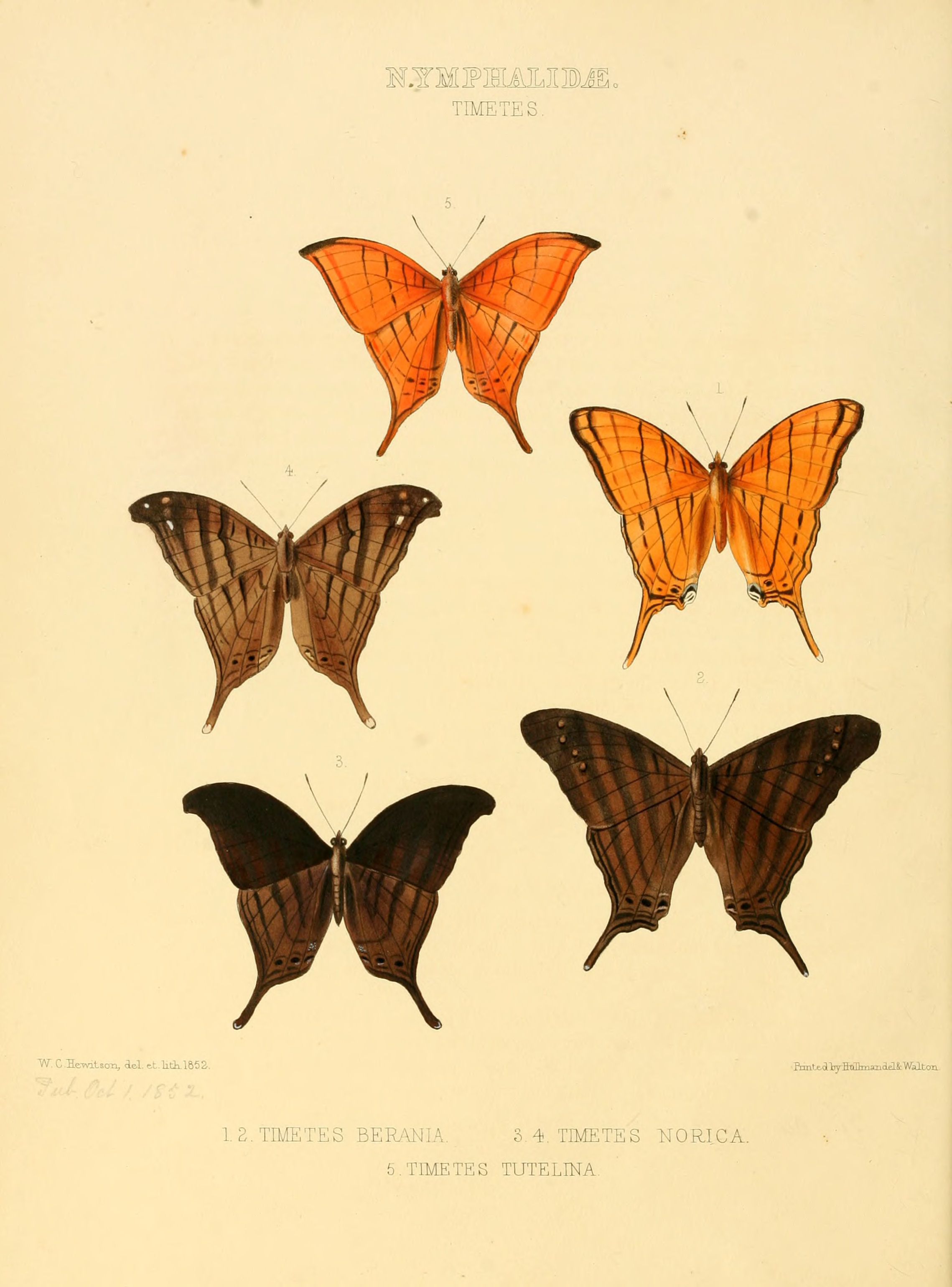